# UHMK1
UHMK1‏ (U2AF homology motif kinase 1) هوَ بروتين يُشَفر بواسطة جين UHMK1 في الإنسان.